# Kleptochthonius barri
Kleptochthonius barri är en spindeldjursart som beskrevs av William B. Muchmore 1965. Kleptochthonius barri ingår i släktet Kleptochthonius och familjen käkklokrypare. Inga underarter finns listade i Catalogue of Life.